# エドゥアルト・フックス

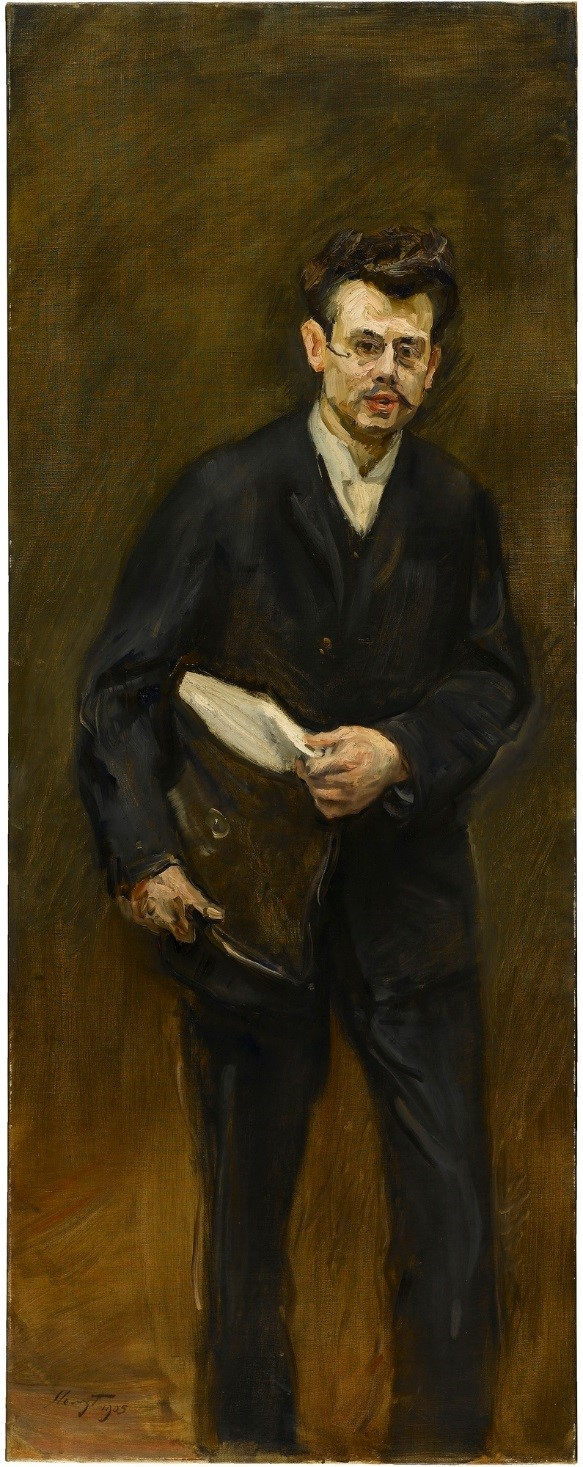
マックス・スレーフォークトが描いたエドゥアルト・フックスの肖像画 Eduard Fuchs, 1905

エドゥアルト・フックス（Eduard Fuchs、1870年1月31日－1940年1月26日）は、ドイツのマルクス主義者・風俗研究家・収集家。

## 生涯
南ドイツのドナウ川沿岸のゲッピンゲン市に生まれる。20歳頃から社会主義運動に参加し、1894年には『階級闘争』という詩集を出版した。
1895年に「ミュンヘン・ポスト」紙の編集部が発行する『南ドイツ郵便馬車』という社会主義の政治風刺雑誌を手伝い、同じ年の5月に編集を任されている。この号はドイツ発のカラーの絵入り雑誌として発行され、通常2500部の売り上げが60000部に跳ね上がった。
最初のカリカチュア研究である『カリカチュアに見られる1848年』と『フォールメルツのダンスの理想、カリカチュアにおけるローラ・モンテス』という論文をある雑誌に発表したところ、後者が皇室の名誉を毀損したとして、バイエルン政府から不敬罪により起訴され禁固10ヶ月を言い渡され服役した。その後ベルリンに出て本格的にカリカチュアの研究に取りかかり、眼病に悩まされながら膨大なコレクションを集め著述を行った。
1933年にヒトラーが政権につくと、その弾圧にあい、その年の5月に国境沿いにスイスに逃亡した。この際フックスのコレクションと著作は没収され、焼却された。最終的にはパリに亡命し、その地で生涯を終えた。

## 著作
- 『ヨーロッパ諸民族のカリカチュア』1901－1903年
- 『カリカチュアにおける女性』1902年－1906年
- 『エロチック美術の歴史』1908年
- 『風俗の歴史』1909－1912年
- 『ユダヤ人カリカチュア』1921年
- 『エロティック美術の巨匠たち』1930年